# Adrian Świderski
Adrian Świderski (* 27. September 1986) ist ein polnischer Leichtathlet, der sich auf den Dreisprung spezialisiert hat.

## Sportliche Laufbahn
Adrian Świderski nahm 2004 bei seinen ersten Wettkämpfen gegen die nationale Konkurrenz teil, damals noch als Weitspringer. Bereits ein Jahr darauf stieg er auf den Dreisprung um und gewann im Juli Bronze bei den Polnischen U20-Meisterschaften. Ein weiteres Jahr später gewann er auch bei den U23-Meisterschaften Polens die Bronzemedaille. 2007 nahm er erstmals bei den Erwachsenen an Polnischen Hallenmeisterschaften teil und belegte dabei den fünften Platz. Ende Juni gewann er in der Freiluft bei den Polnischen Meisterschaften Bronze und ging einen Monat später bei den U23-Europameisterschaften in Debrecen an den Start. Dabei zog er in das Finale ein, in dem er seine Bestleistung aus der Qualifikation um mehr als 40 Zentimeter auf 16,29 m steigerte und damit die Silbermedaille gewinnen konnte. 2008 siegte er zum zweiten Mal nacheinander bei den Polnischen U23-Meisterschaften.
2009 siegte Świderski in der Halle erstmals bei den Polnischen Meisterschaften im Erwachsenenbereich. 2011 steigerte er seine Bestleistung bis auf 16,48 m und trat im Juli bei den Militärweltspielen in Rio de Janeiro an, bei denen er im Finale den siebten Platz belegte. Im Februar 2015 stellte Świderski mit 16,75 m seine persönliche Hallenbestleistung auf und qualifizierte sich damit auch für die Halleneuropameisterschaften in Prag, bei denen er allerdings nach der Qualifikation ausschied. Nach dieser belegte er den insgesamt zwölften Platz. Ende Mai folgte auch in der Freiluft mit 16,81 m eine neue persönliche Bestleistung. Anfang Oktober nahm er in Südkorea zum zweiten Mal an Militärweltspielen teil und zog sowohl im Weitsprung als auch im Dreisprung jeweils in das Finale ein. Im Weitsprung belegte er den achten Platz, während er in seiner Paradedisziplin die Bronzemedaille gewinnen konnte. Auch zwei Jahre später nahm er wieder an den Halleneuropameisterschaften, diesmal in Belgrad, teil. Auch dort verpasste er als 15. nach der Qualifikation den Einzug in das Finale. Nachdem er bei den Halleneuropameisterschaften 2019 in Glasgow, trotz Qualifikation, nicht an den Start gehen konnte, gelang es ihm schließlich 2021, bei den Halleneuropameisterschaften in seiner polnischen Heimat in das Finale einzuziehen, wenngleich er darin als Achter den letzten Platz belegte.
Im Laufe seiner sportlichen Karriere gewann Świderski bislang insgesamt 13 polnische Meistertitel, sechs in der Freiluft (2010, 2015, 2018–2021) und sieben in der Halle (2009–2010, 2015–2017, 2019, 2021).

## Wichtige Wettbewerbe
| Jahr              | Veranstaltung               | Ort               | Platz             | Disziplin         | Weite             |
| Startet für Polen | Startet für Polen           | Startet für Polen | Startet für Polen | Startet für Polen | Startet für Polen |
| ----------------- | --------------------------- | ----------------- | ----------------- | ----------------- | ----------------- |
| 2007              | U23-Europameisterschaften   | Debrecen          | 2.                | Dreisprung        | 16,29 m           |
| 2011              | Militärweltspiele           | Rio de Janeiro    | 7.                | Dreisprung        | 16,02 m           |
| 2015              | Halleneuropameisterschaften | Prag              | 12.               | Dreisprung        | 16,12 m           |
| 2015              | Militärweltspiele           | Mungyeong         | 8.                | Weitsprung        | 7,19 m            |
| 2015              | Militärweltspiele           | Mungyeong         | 3.                | Dreisprung        | 16,55 m           |
| 2017              | Halleneuropameisterschaften | Belgrad           | 15.               | Dreisprung        | 16,01 m           |
| 2021              | Halleneuropameisterschaften | Toruń             | 8.                | Dreisprung        | 16,36 m           |

## Persönliche Bestleistungen
Freiluft
- Weitsprung: 7,70 m, 26. Mai 2007, Warschau
- Dreisprung: 16,81 m, 30. Mai 2015, Biała Podlaska

Halle
- Weitsprung: 7,51 m, 5. März 2010, Otrokovice
- Dreisprung: 16,75 m, 21. Februar 2015, Toruń